# Ботанічний сад Технологічного інституту Карлсруе
Ботанічний сад Технологічного інституту Карлсруе (KIT)  — ботанічний сад, під орудою дирекції Технологічного інституту Карлсруе Пітера Ніка, Карлсруе, Німеччина.
У саду загалом вирощують 5700 видів рослин, у тому числі 1930 видів, які перебувають під загрозою зникнення згідно з Червоним списком МСОП або конвенціями CITES. 
Ботанічний сад має три основні місії:
- Дослідження, зокрема розуміння молекулярної основи розвитку, росту та метаболізму, з конкретними проектами Arabidopsis thaliana, Gnetum gnemon, Nicotiana tabacum, Oryza sativa та Vitis vinifera. На початок 2020-х в саду вирощують понад 50 видів дикого винограду для використання в дослідженнях проти пероноспорозу, а також колекції видів дикого рису з усього світу.
- Навчання, для якого сад надає рослинний матеріал для курсів і використовується для екскурсій і порівняння типів рослин.
- Збереження рідкісних видів і сортів рослин, зокрема Althaea hirsuta, Androsace septentivionalis, Apium graveolens, Campanula cervicaria, Cnidium dubium, Equisetum × trachyodon, Gentiana cruziata, Leonurus cardica, Ludwigia palustris, Marsilea quadrifolia, Polystichum braunii, Populus nigra, Salix repens, Scirpus carinatus, Scirpus triqueter, Stipa ioannis, Taraxacum acoriferum, Taraxacum balticiforme, Taraxacum germanicum, Taraxacum pollichii, Trapa natans, Vaccinium x intermedia, Viola uliginosa та  Vitis vinifera L. ssp. sylvestris. Тут також зберігаються великі колекції сукулентів і орхідей.